# The Pyramid
The Pyramid (Moriori: Tarakoikoia, dt. „Die Pyramide“) ist eine unbewohnte Felsinsel im Archipel der zu Neuseeland gehörenden Chatham-Inseln im südwestlichen Pazifischen Ozean.

## Geographie
The Pyramid liegt 11 km südlich von Pitt Island sowie etwa 60 km südöstlich der Hauptinsel Chatham Island und stellt somit die südlichste Landmasse der Chatham-Inseln dar. Die etwa 400 m lange Insel erhebt sich, einer Pyramide ähnlich, steil aus dem Ozean und erreicht eine Höhe von 173 m über dem Meer.

## Fauna
Die abgelegene Insel ist ein bedeutendes Brutgebiet für Seevögel, insbesondere für den Chatham-Albatros (Thalassarche eremita, auch Chatham Mollymawk genannt), der endemisch auf The Pyramid vorkommt und wegen der geringen Größe des Habitats von der IUCN als „vom Aussterben bedroht“ eingestuft wird.